# 成世瑄
成世瑄，字師薜，號蘭生，贵州石阡人，清朝政治人物、進士出身。

## 生平
嘉慶二十二年（1817年）丁丑科進士，二甲六十五名，选翰林院庶吉士，散館授編修，官至江寧布政使。著有《西湖鑒影圖題詠》。